# Maria Pilar Bruguera Sábat
Pour les articles homonymes, voir Bruguera (homonymie).
Maria Pilar Bruguera Sábat, née à Gérone en 1906 et morte en 1994 à Vic, est une religieuse et doctoresse espagnole.

## Biographie
Originaire de Gérone, sœur de la religieuse Carme Bruguera Sala, elle exerce sa profession au couvent des Carmélites de Terrassa. 
Elle est diplômée de la Faculté de Médecine de l'Université de Barcelone, en 1934, sous la République espagnole, mais elle poursuit sa carrière religieuse.
Elle décède à Vic en 1994, à l'âge de 85 ans.